# سنتز دی‌اکسیندول مارتینت
سنتز دی‌اکسیندول مارتینت (به انگلیسی: Martinet dioxindole synthesis) برای اولین بار در سال ۱۹۱۳ توسط جی. مارتینت گزارش شد. این فرایند یک واکنش شیمیایی است که در آن یک آنیلین نوع اول یا نوع دوم یا آمینِ آروماتیکِ استخلاف‌شده با اتیل یا متیل استرِ مزوگزالیک اسید متراکم می‌شود تا در غیاب اکسیژن، دی‌اکسیندول سنتز شود. دی‌اکسیندول یک ترکیب آلی هتروسیکلی غیر آروماتیک است که از دو حلقه ۶ و ۵ عضوی به هم جوش‌خورده تشکیل شده‌است. این ترکیب مشتق هیدروکسیِ اکسیندول است که نخستین بار از کاهش ایزاتین با ملغمه سدیم در یک محلول قلیایی تهیه شد.

## سازوکار پیشنهادی
در مرحله اول، گروه آمینویِ رویِ آنیلین (۱) به کربونیلِ اتیل اگزومالونات (۲) حمله می‌کند. یک پروتون از نیتروژن توسط اکسیژن استخراج می‌شود و یک گروه الکل تشکیل می‌شود(۳). کربونیل دوباره تشکیل می‌شود تا یک گروه کتو بسازد و یک مولکول اتانول از ساختار ترک شود(۴). در مرحله بعد، یک واکنش بسته شدن حلقه رخ می‌دهد. حلقه بنزنِ آروماتیک به کربونیلِ تا حدی مثبت حمله می‌کند و یک حلقه پنج عضوی تشکیل می‌دهد (۵). پس از انتقال پروتون (۶)، ایزومری‌شدن یا یک جابجایی هیدرید [۳٬۱] رخ می‌دهد و آروماتیک‌بودن در حلقه شش عضوی، بازیابی می‌شود (۷). در حضور باز، استر، هیدرولیز می‌شود، و اتانول از بین می‌رود (۸) و کربوکسیل‌زدایی رخ می‌دهد (۹). محصول به دست آمده، دی‌اکسیندول مورد نظر(۱۰) است.
در حضور اکسیژن، دی‌اکسیندول از طریق اکسایش به ایزاتین تبدیل می‌شود.

## کاربردها
سنتز دی‌اکسیندول مارتینت در تهیه مشتقات اکسیندول استفاده می‌شود. مشتقات اکسینول که در محصولات طبیعی یافت می‌شوند به دلیل تنوع ساختاری در تحقیقات علمی محبوبیت دارند. ۳-هیدروکسی-۲-اکسیندول ۳-استخلافی، هسته ساختاری طیف گسترده‌ای از ترکیبات مهم زیستی است که در محصولات طبیعی یافت می‌شود. ساختار ۳-هیدروکسی-۲-اکسیندول ۳-استخلافی دارای خواص آنتی‌اکسیدانی، ضد سرطانی، ضد HIV و محافظت‌کننده عصبی است. استفاده از این هسته ساختاری برای سنتز دارو و مسیرهای سلولی مربوطه به‌طور گسترده مورد مطالعه قرار گرفته‌است. افزودن انانتیوگزینِ مشتقاتِ اکسیندول ۳-استخلافی به الکترون‌دوست‌های مختلف، دسترسی به مشتقات اکسیندول کایرال ۳٬۳-استخلافی را امکان‌پذیر می‌سازد. دی‌اکسیندول یک هسته‌دوست قوی برای افزایش مایکلِ دی‌اکسیندول‌ها به نیتروآلکن‌ها به منظور بدست آوردن مشتقات اکسیندول ۳٬۳-استخلافی است.

## همچنین ببینید
- ایندول
- اکسیندول